# Hacktivisme
Pour les articles ayant des titres homophones, voir Activisme.
Pour un article plus général, voir Cybermilitantisme.
 (juin 2018).

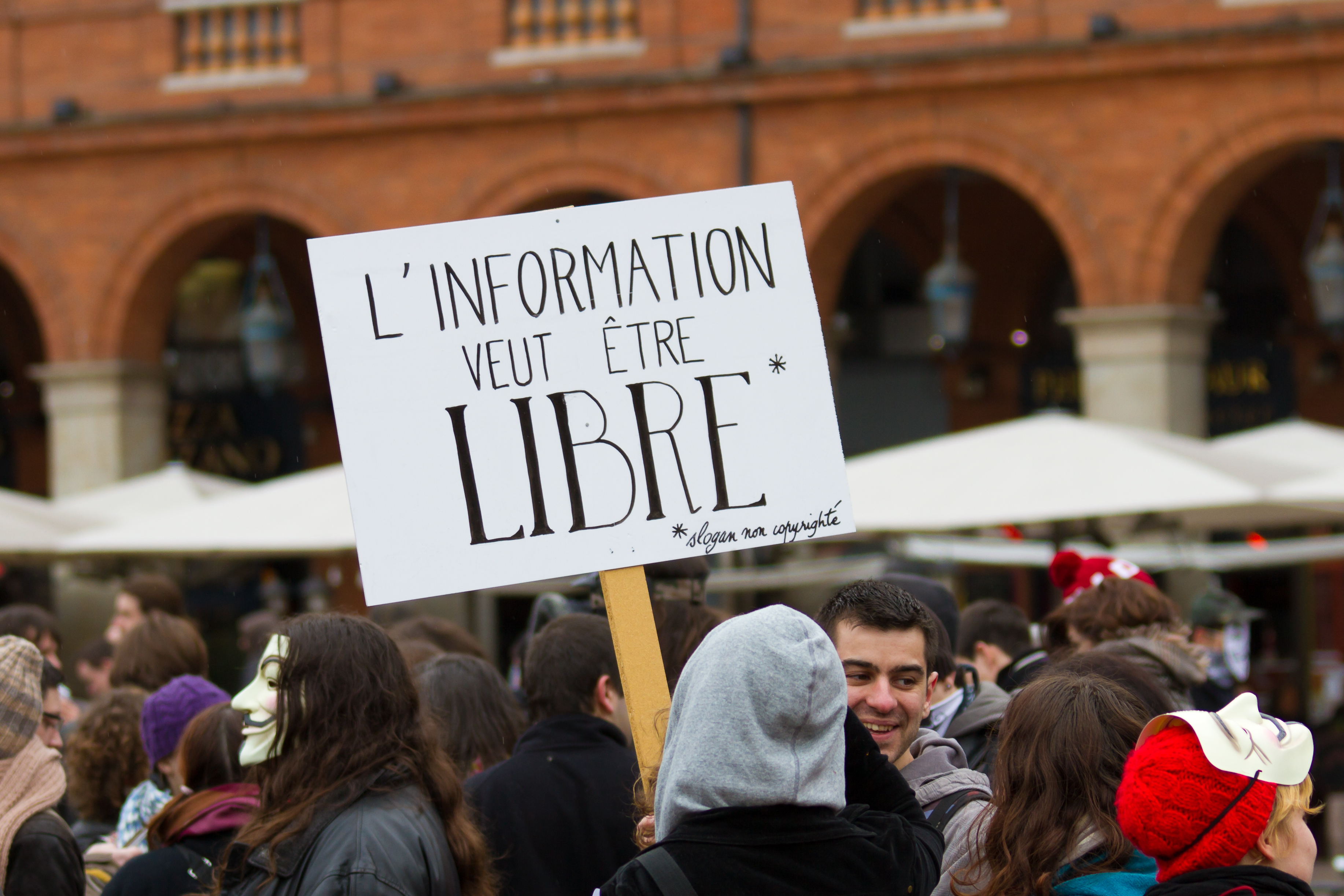
Manifestant anti ACTA, sur sa pancarte le slogan hacktiviste « L'information veut être libre ».

Le hacktivisme (mot-valise, contraction de hacker et activisme), aussi appelé cyberactivisme au Québec, est une forme de militantisme utilisant des compétences du piratage informatique dans le but de favoriser des changements politiques ou sociétaux.
Le terme vient de l'anglais et fut créé en 1994 par un membre du groupe de hackers Cult of the Dead Cow,. Le mot hacktivisme est parfois ambigu sur le type d'activités qu'il comprend, certaines définitions y incluent les actes de cyberterrorisme tandis que d'autres n'y placent que la critique politique et sociale par le biais d'actes de piratage informatique.

## Description
L'« hacktiviste » infiltre des réseaux informatiques à des fins militantes, et organise des opérations coup de poing technologiques : piratages, détournements de serveurs, remplacement de pages d'accueil par des tracts, ce qui est appelé défacement, vol et diffusion de données confidentielles etc.
La plupart de ceux qui se réclament de l’hacktivisme sont des représentants de la culture dite « Hacker » et se battent pour un Internet ouvert à tous. Par exemple, en France, La Quadrature du Net a mis en place le piphone pour contacter directement les députés. L’hacktivisme est aussi très largement employé à l’échelle internationale, dans les conflits géopolitiques, les guerres religieuses (cyberdjihad) ou pour censurer et imposer ses idées politiques. Certains hacktivistes deviennent des lanceurs d'alertes en diffusant des données confidentielles obtenues par piratage, afin de dénoncer des agissements en les faisant connaître à l'opinion publique.

## Typologie

### Hacktivisme issu de la culture hacker

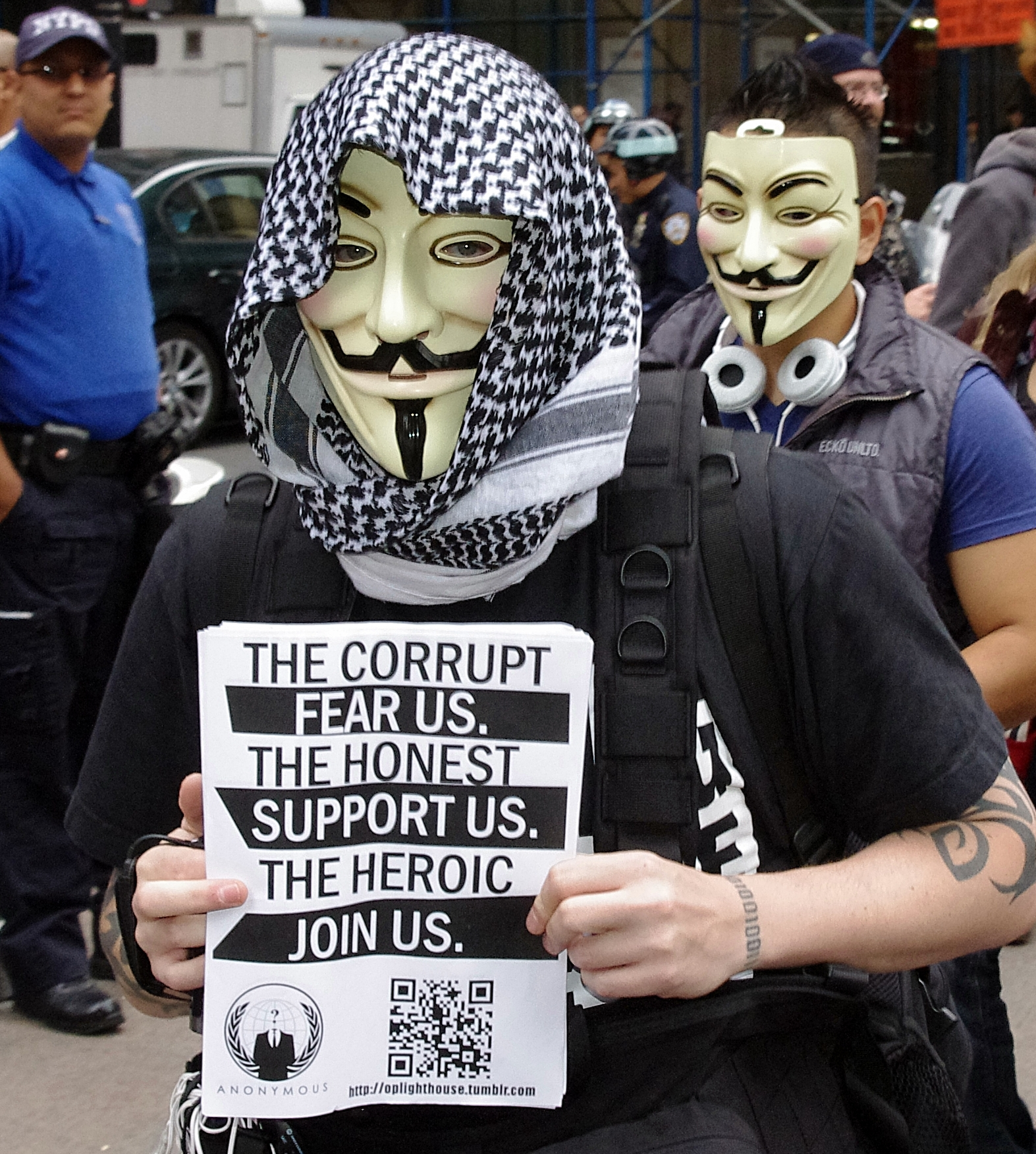
Membres dAnonymous, New York, à l'occupation de Wall Street. L'affiche dit « Les corrompus nous craignent. Les honnêtes nous soutiennent. Les Héros nous rejoignent. »

Les groupes les plus connus de la culture hacktiviste sont Anonymous, Cult of the Dead Cow et LulzSec.

### Hacktivisme géopolitique
De nombreux hackers agissent sur les terrains géopolitiques. IDF team est connu pour sa défense d’Israël, The Jester pour ses attaques patriotiques en faveur des États-Unis, l’Armée électronique syrienne pour sa défense de la Syrie de Bachar el-Assad.

### Hacktivisme religieux
Dans la pratique, tous les groupes hacktivistes religieux sont des hackers se réclamant du djihad. Le plus connu est le cybercalifat qui travaille pour l’État islamique. Le groupe d’hacktivistes djihadistes Izz ad-Din al Qassam Cyber Fighters en 2012 et 2013 a aussi particulièrement marqué l’opinion publique en lançant l’Operation Ababil, un ensemble de plusieurs centaines d’attaques contre des banques américaines pour protester contre la diffusion par le pasteur américain Terry Jones d’une vidéo anti-islam. Le hacker saoudien OxOmar a aussi particulièrement fait parler de lui pour ses attaques répétées contre Israël « le grand ennemi de tous les musulmans » et pour sa destruction du site de l’artiste danois[Qui ?] ayant dessiné les caricatures de Mahomet.

### Hacktivisme de censure
Les hacktivistes de censure sont les hackers dont la raison d'être est la censure des internautes avec lesquels ils ne sont pas d'accord. Par exemple, le hacker russe Hell a attaqué plusieurs blogueurs, journalistes et écrivains russes de différents bords politiques. Bien que le hacker l'ait nié, il est accusé de travailler pour le FSB. Antileaks est un groupe de hackers opposé à WikiLeaks et Julian Assange.

### Hacktivisme nationaliste chinois
La Chine connait une forme d’hacktivisme particulier aux tendances collectivistes et plutôt favorable à l’État et aux entreprises nationales. Cet hacktivisme nationaliste se déploie sur le plan international, quand les hacktivistes considèrent l’honneur de leur pays attaqué ou en politique intérieure contre les membres corrompus du parti. Cette dernière forme d’hacktivisme est particulièrement tolérée dans le cadre de l’entreprise de lutte contre la corruption du président chinois Xi Jinping. Ainsi l’hacktivisme à la chinoise concourt à fortifier l’État chinois plutôt qu’il ne l’assiège.

## Outils
Afin de mener leurs opérations à bien, certains hacktivistes conçoivent de nouveaux outils, d'autres utilisent des logiciels existants, d'autres, préparent le terrain pour permettre à d'autres d'engager des actions politiques en ligne.

### Code: logiciels et sites web à but politique
Par exemple, le logiciel de chiffrement PGP peut être utilisé pour sécuriser les communications ; Phil Zimmermann, l'auteur de PGP, dit qu'il l'a distribué d'abord au mouvement pacifiste. WikiLeaks est un exemple de site web aux motivations politiques.

### Mise en miroirs de sites web
La mise en miroirs de sites web est utilisée comme un moyen de circonvenir la censure ou le blocage de sites Internet. C'est une technique qui copie le contenu de sites internet censuré et l'affiche sur d'autres domaines et sous domaines qui ne sont pas censurés.

### Geo-bombing
Le geo-bombing est une technique par laquelle les netizens ajoutent un géotag aux vidéos YouTube afin que leur localisation soit visible sur Google Earth.

### Expression anonyme
L'expression anonyme est une manière de parler à un large public à propos des enjeux des droits humains, l'oppression gouvernementale, etc. utilisant différents outils : comptes mails anonymes, masquage d'adresses IP, et autres, permettant de préserver un haut niveau d'anonymité.

## Controverse
Selon les points de vue, l'hacktivisme peut être une pratique technologique à but politique, une forme constructive anarchiste de désobéissance civile, ou encore un geste indéfini contre le système.
L'hacktivisme peut être le moyen de militants anticapitalistes ou de revendications politiques. « L’hacktivisme est pris dans un sens large, il trafique dans le symbolique, décode les rapports de forces, il est le plus souvent informé par l’histoire de l’art, et son mode opératoire est une habile reconfiguration des codes ».
Des féministes ont utilisé l'hacktivisme comme vecteur de militantisme, on en trouve plusieurs exemples dans l'article Art, Hack, Hacktivism, culture jamming, médias tactiques de Nathalie Magnan. Des groupes comme les Transhackfeminsm développent plusieurs formats tels que le spectacle, la performance et le piratage.
Certaines personnes qui se réclament de l’hacktivisme ont entrepris la défacement de sites web pour des raisons politiques, par exemple l'attaque et la défiguration de sites gouvernementaux ou parfois de sites dont l'idéologie opposée. D'autres, comme Oxblood Ruffin (le « ministre des affaires étrangères » de Cult of the Dead Cow et Hacktivismo), ont souvent rejeté une vision de l’hacktivisme qui impliquerait des défigurations de sites web ou des attaques par déni de service.
Alors que certains hacktivistes ont engagé des attaques DDoS, d'autres critiques pensent que les attaques DDoS peuvent avoir des effets pervers. Les attaques DDoS consomment beaucoup de ressources et peuvent provoquer une agressivité en réponse qui ne résoudrait pas les problèmes.
À la suite d'une attaque par déni de service du groupe Anonymous sur de multiples sites, en réponse à l'apparente fermeture de Wikileaks, John Perry Barlow, un membre fondateur de EFF, a dit « I support freedom of expression, no matter whose, so I oppose DDoS attacks regardless of their target… They're the poison gas of cyberspace… ». D'un autre côté, Jay Leiderman, un avocat pour de nombreux hacktivistes, argumente que les DDoS peuvent être une forme de revendication légitime dans des situations précisément définies dans le temps, le lieu et la manière.

## Quelques figures hacktivistes

### Personnes

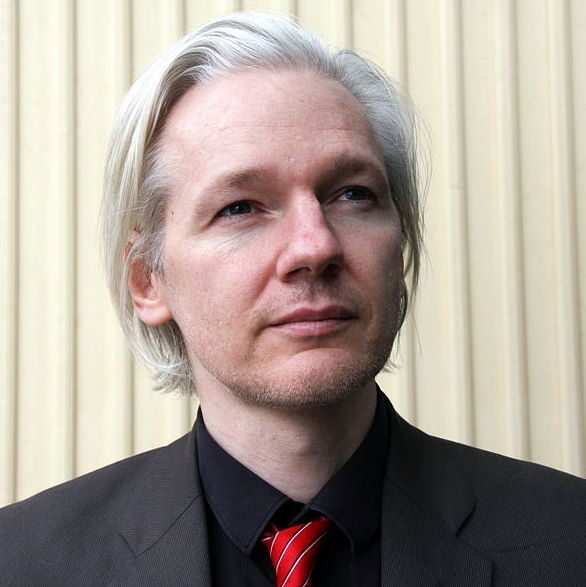
Julian Assange en 2010.

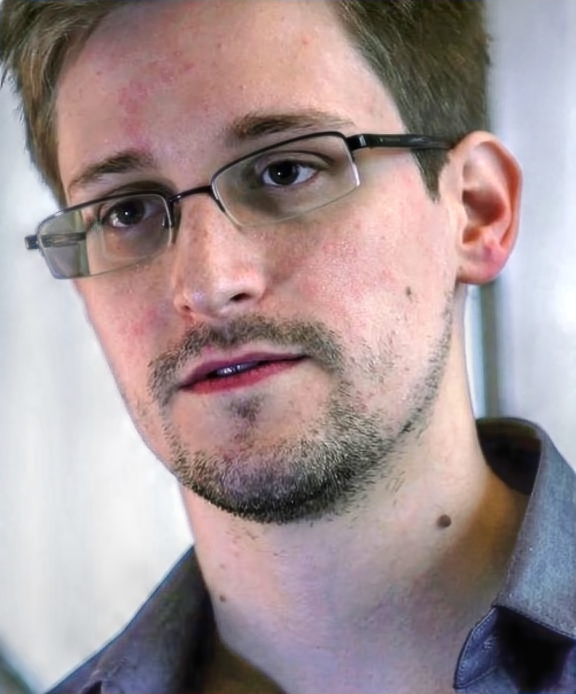
Edward Snowden en 2013.

- Aaron Swartz
- Richard Stallman
- Edward Snowden
- Peter Sunde
- Julian Assange

### Groupes

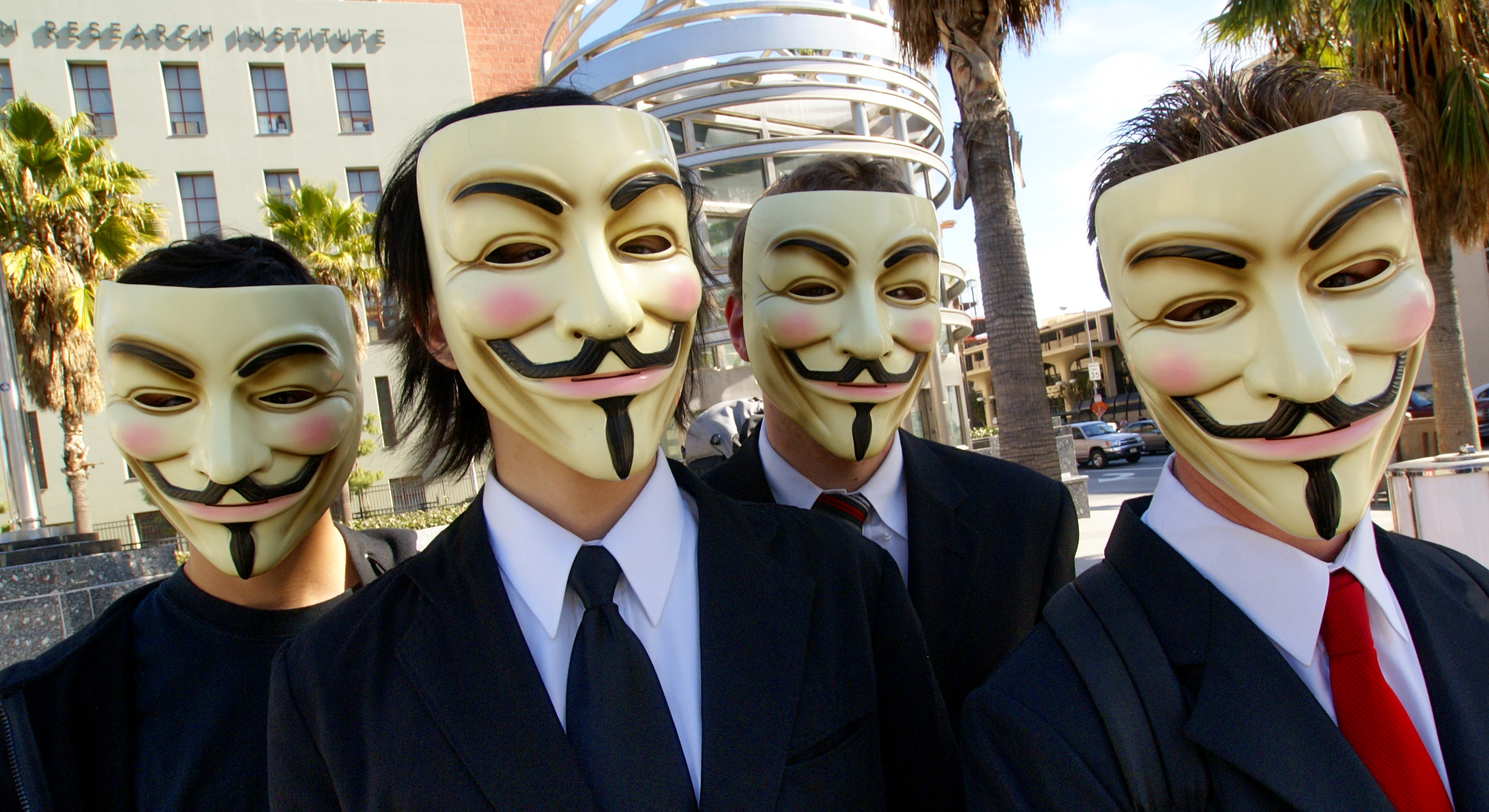
Anonymous.

- Anonymous
- Chaos Computer Club
- Cult of the Dead Cow
- Projet Chanology
- Telecomix
- LulzSec